# Orders Are Orders
Pour plus de détails, voir Fiche technique et Distribution.
Orders Are Orders est un film britannique réalisé par David Paltenghi (en), sorti en 1954.

## Synopsis
Une société de production américaine veut tourner un film dans une caserne, en utilisant les soldats comme figurants. Mais le commandant n'est pas de cet avis.

## Fiche technique
- Titre original : Orders Are Orders
- Réalisation : David Paltenghi (en)
- Scénario : Donald Taylor, Geoffrey Orme, David Paltenghi (en), d'après la pièce de Ian Hay et Anthony Armstrong
- Direction artistique : Ray Simm
- Costumes : Amy C. Binney
- Photographie : Arthur Grant
- Son : Len Page
- Montage : Joseph Sterling
- Musique : Stanley Black
- Production : Donald Taylor
- Production associée : Bernard Coote
- Société de production : Group 3
- Société de distribution : British Lion Film Corporation
- Pays d'origine :  Royaume-Uni
- Langue originale : anglais
- Format : Noir et blanc — 35 mm — 1,37:1 — son mono
- Genre : Comédie
- Durée : 78 minutes
- Dates de sortie : Royaume-Uni : octobre 1954

## Distribution
- Brian Reece : Capitaine Harper
- Margot Grahame : Wanda Sinclair
- Raymond Huntley : Colonel Bellamy
- Sidney James : Ed Waggermeyer
- Tony Hancock : Lieutenant Cartroad
- Peter Sellers : 2de classe Goffin
- June Thorburn : Veronica Bellamy
- Peter Martyn : Lieutenant Broke
- Maureen Swanson : Joanne Delamere
- Clive Morton : Sir Cuthbert Grahame Foxe
- Bill Fraser : 2de classe Slee
- Edward Lexy : Capitaine Ledger

## Autour du film
- C'est un remake du film de 1933 Orders is Orders (en) de Walter Forde